# Мизулина, Екатерина Михайловна
Екатери́на Миха́йловна Мизу́лина (род. 1 сентября 1984, Ярославль) — российская общественная деятельница и доносчица. Исполнительный директор Национального центра помощи детям (2017—2020), член Общественной палаты РФ, директор «Лиги безопасного интернета», блогер. Дочь бывшего сенатора Российской Федерации Елены Мизулиной.
За ограничение свободы слова в России, цензуру, дезинформацию и пропаганду находится под санкциями 27 стран Евросоюза, Украины и Канады.

## Биография
Екатерина Мизулина родилась 1 сентября 1984 года в Ярославле в семье ассистента кафедры философии Ярославского университета Михаила Мизулина (род. 1955) и его жены Елены, в это время консультанта Ярославского областного суда.
В 2004 году окончила Школу восточных и африканских исследований Лондонского университета по направлению «история искусств и индонезийский язык», а в 2010 году — Институт стран Азии и Африки МГУ. Во время учёбы Мизулина работала переводчиком с китайского языка в официальных делегациях, в 2008 году — на Олимпийских играх в Пекине.
С 2015 года работала в сфере благотворительности (в частности, в Фонде Святителя Василия Великого, принадлежащему миллиардеру Константину Малофееву). В конце 2017 года назначена директором Ассоциации участников рынка интернет-индустрии «Лига безопасного интернета» (ЛБИ), с 2018 по 2020 год была исполнительным директором общественной организации «Национальный мониторинговый центр помощи пропавшим и пострадавшим детям». Координировала программу по обучению волонтеров, участвующих в поиске пропавших детей.
В 2021 году ЛБИ занималась общественной деятельностью и поиском в сети противоправного контента.
В июне 2021 года Мизулина обратилась в управление по контролю за оборотом наркотиков МВД России «в связи с откровенной пропагандой наркотиков в одном из видеоклипов» российского рэп-исполнителя Элджея. В декабре Зюзинский районный суд Москвы оштрафовал музыканта на 100 тысяч рублей. 
10 июня 2021 года Мизулина объявила, что против журналиста Юрия Дудя заведено дело о пропаганде наркотиков. Возглавляемая ею «Лига безопасного интернета» усмотрела пропаганду наркотиков в двух интервью — с рэпером Моргенштерном и блогером Ивангаем. В октябре Зюзинский суд Москвы признал Дудя виновным в пропаганде наркотиков и назначил ему штраф размером в 100 тысяч рублей.
В декабре 2021 года Мизулина обвинила Моргенштерна в получении иностранного финансирования и «файлов» с указаниями тематик, которые нужно затрагивать в песнях, что вызвало резонанс в СМИ.

## Деятельность в «Лиге безопасного интернета»

#### Выход из организации всех участников
В начале февраля 2022 года из общественной организации «Лига безопасного интернета» (ЛБИ) вышли все участники, в том числе крупные операторы связи: «Ростелеком», «Мегафон», «Билайн» и МТС. «Лаборатория Касперского» заявила, что не принимала участия в деятельности данной организации. Тогда же СМИ сообщили, что основатель организации — владелец телеканала «Царьград» Константин Малофеев прекратил её финансирование.
Председатель совета Фонда развития цифровой экономики Герман Клименко отметил, что организация должна была стать инструментом для общения власти с отраслью, но у ЛБИ так и не появились соответствующие инструменты и компетенции.

#### Деятельность Мизулиной в ЛБИ с 2022 года
4 апреля 2022 года Мизулина попросила Генпрокуратуру и Роскомнадзор проверить Википедию на предмет уголовного преступления в связи c распространением информации о вторжении России на Украину. В тот же день Роскомнадзор направил администрации Википедии требование удалить информацию из 5 статей: «Битва за Киев (2022)», «Военные преступления в период вторжения России на Украину», «Обстрел больницы в Мариуполе», «Разрушение Мариупольского театра (2022)» и «Резня в Буче».
В своём выступлении 26 мая 2022 года в МИА «Россия сегодня» Мизулина назвала уехавших из России граждан, несогласных с вторжением, «кукарекающими петухами», а их отъезд из страны — очищением от нежелательных граждан. Очередные угрозы прозвучали в адрес Google и Википедии: «Сначала зачистим Украину от нациков и бандеровцев, а потом дойдём до Гугла и Википедии», — заявила Мизулина.
В мае 2023 года Мизулина заявила, что молодые музыканты Hofmannita, Instasamka и Scally Milano после встречи с ней «удалят треки, содержащие опасную информацию».
Выступила в поддержку иска Министерства юстиции России в Верховный суд с требованием признать «международное общественное движение ЛГБТ» экстремистским и запретить его деятельность на территории России.
На встрече со студентами УрФУ в Екатеринбурге 6 февраля 2024 года заставила публично извиняться студента, который поставил под сомнение необходимость срочной службы в армии под угрозой возбуждения уголовного дела о «дискредитации армии». На следующей встрече 9 февраля 2024 года в стенах Казанского федерального университета была бойкотирована, студенты начали выкрикивать: «Татарстан!».
В августе 2024 года Мизулина обвинила нижегородского блогера Алексея Поднебесного в пропаганде педофилии и пообещала обратиться в Следственный комитет в связи с видео, на котором Поднебесный целуется с 15-летней девушкой и держит её за грудь. Поднебесный, в свою очередь, утверждал, что она представилась 23-летней и отрицает секс с ней. 19 августа 2024 года Поднебесный был арестован в Санкт-Петербурге, позднее стало известно, что против него возбуждено уголовное дело.
Мизулина активно выступает за запрет «пропаганды „чайлдфри“». В октябре 2024 года на встрече Мизулиной со студентами в Челябинске, корреспондент поинтересовалась, почему у неё нет своих детей. Мизулина ушла от ответа и попросила «пробить по базе» задавшую вопрос журналистку. Силовики потребовали от девушки показать паспорт, сфотографировали его и задали ей несколько вопросов: «Где училась, в каком вузе, на каком факультете, а также поинтересовались, как поживает один из её друзей», попадавший под преследование из-за участие в оппозиции.
9 апреля 2025 года Мизулина проводила встречу со студентами и блогерами в Чебоксарах. 10 апреля 2025 года во время полёта обратно в Москву Екатерина Мизулина в самолёте встретилась с чебоксарской трэш-блогершой «Алёнушкой TV» (настоящее имя — Елена Плотникова). «Алёнушка TV» пыталась устроить скандал с Мизулиной, однако позднее обещала общественнице больше не выкладывать порнографический контент и не ходить голой в торговые центры. После данного инцидента в отношении «Алёнушки TV» возбудили уголовное дело по ч.1 ст. 135 УК РФ (развратные действия по отношению к несовершеннолетним). Из фабулы дела следует, что Елена Плотникова в одном из торговых центров Чебоксар ходила в прозрачном боди и вовлекала несовершеннолетних в разговоры на сексуальные темы.

## Оценки деятельности
В своей деятельности Мизулина выступает за цензуру в интернете, за штрафы и другие санкции в адрес СМИ и социальных сетей, которые, по мнению Мизулиной, не выполняют российское законодательство. Инициативы Мизулиной регулярно оказываются в центре внимания СМИ. По оценкам журналистов, Екатерина Мизулина не уступает по известности своей матери, которая прославилась своими запретительными инициативами.
После вторжения России на Украину российские власти начали преследовать занявших антивоенную позицию российских исполнителей: стали вестись списки «запрещённых» исполнителей, которым нельзя выступать в России, а эмигрировавших из России музыкантов начали объявлять «иностранными агентами». Преследование российских артистов часто инициирует Екатерина Мизулина и её «Лига безопасного интернета», так Мизулина приобрела широкую известность в Интернете благодаря доносам на творчество блогеров и музыкантов.
Как подсчитали журналисты издания «Вёрстка», на конец 2023 года Мизулина написала доносы как минимум на 166 человек и четыре музыкальные группы. По данным издания, не менее 46 человек выполнили требования Мизулиной и отцензурировали своё творчество, семеро фигурантов принесли извинения, на 14 человек составили административные протоколы, против четверых возбудили уголовное дело.

### «Закон Мизулиной»
11 сентября 2023 года Мизулина обратилась к руководству Министерства обороны РФ с просьбой призвать вернувшегося в Россию блогера Даню Милохина в ряды Вооружённых сил РФ, вследствие чего блогер покинул Россию и улетел в Дубай.
После этого вице-спикер Госдумы Владислав Даванков призвал Мизулину перестать заниматься «профессиональными доносами», так как они «отпугнули от возвращения тысячи россиян», а также отвлекают правоохранительные органы от поиска настоящих преступников. Депутат заявил, что в Думе рассматривается проект «закона Мизулиной» об обязательных работах для «серийных доносчиков». В соответствии с законопроектом, устанавливается ответственность в отношении серийных доносчиков, которые ведут деятельность ради «медиаэффекта и самопиара»: «Ответственность для таких людей или организаций будет наступать уже после второго неподтверждённого доноса. Вместо штрафов предложим им обязательные работы, чтобы от доносчиков была реальная польза».

### Оценки Артемия Лебедева
В интервью Артемия Лебедева журналисту Юрию Дудю, вышедшем летом 2024 года, Лебедев сказал, что «очень плохо» относится к Мизулиной, а Лигу безопасного интернета назвал «хуйней на палке». Дудь процитировал другое интервью Лебедева, где тот использовал слово «Пиздулина». Через неделю после выхода интервью Лебедев извинился перед Мизулиной за нецензурное искажение ее фамилии.
В сентябре 2024 года Мизулина подала на Дудя и Лебедева иск о защите чести и достоинства.
В мае 2025 года Лефортовский районный суд Москвы частично удовлетворил иск Мизулиной к Лебедеву и Дудю и потребовал от Дудя удалить фрагмент с оскорблением Мизулиной из интервью.

## Санкции
29 января 2024 года Мизулина включена в санкционный список 27 стран Евросоюза за нарушения прав человека и «серьёзные и систематические нарушения свободы выражения мнений»:

На этом посту она осуществляет цензуру в отношении создателей интернет-контента и деятелей культуры в пользу российского правительства и его политики. Как председатель Лиги безопасного интернета, Екатерина Мизулина инициирует официальные жалобы в российские правоохранительные органы на создателей интернет-контента, блогеров, а также музыкантов, знаменитостей и деятелей искусства. В результате Екатерина Мизулина вынуждает российских создателей интернет-контента и артистов либо удалять антиправительственный контент, либо создавать контент в пользу российского правительства и его политики.— «Официальный журнал Европейского союза», Брюссель, 29 января 2024 года
Ранее Национальное агентство по предотвращению коррупции Украины выступило с инициативой о введении против Мизулиной международных санкций за «пропаганду путинского режима и поддержку войны против Украины», а также «угрозы в адрес Гугла и Википедии».
13 июня 2024 года Мизулина включена в санкционный список Канады против лиц, вовлечённых в операции по дезинформации и пропаганде.

## Личная жизнь
Екатерина Мизулина является дочерью сенатора Елены Мизулиной и учёного, доцента кафедры политологии, Михаила Юрьевича Мизулина. Брат: Николай Мизулин, юрист, проживает с середины 2010-х годов в Бельгии.
Сама Екатерина Мизулина не имеет детей.
9 марта 2025 года во время выступления певец Shaman (род. 1991) и Мизулина объявили о том, что состоят в отношениях.

## Доходы и собственность
В январе 2022 года команда Алексея Навального в своём мини-расследовании оценила гардероб Мизулиной на сумму более 27 млн рублей. По фотографиям в открытом доступе, выяснилось, что Мизулина носит часы Breguet стоимостью 11 млн рублей, а также одежду Burberry и Dolce&Gabbana, аксессуары от Hermes, обувь от Christian Louboutin и других люксовых брендов. Авторы расследования отмечали, что даже доходы родителей не смогли бы обеспечить Мизулину на такие покупки: её мать в 2020 году заработала около 6 млн рублей, а отец 1,4 млн рублей. Своего бизнеса у Екатерины Мизулиной нет.
По данным журналистских расследований, Мизулина зарегистрирована и проживает в 212-метровой квартире в Москве, в элитном ЖК, в Погорельском переулке, ориентировочной стоимостью 200 млн рублей.